# Santa Cruzde Juventino Rosas
Santa Cruzde Juventino Rosas là một đô thị thuộc bang Guanajuato, México. Năm 2005, dân số của đô thị này là 70323 người.